# Annihilator
Annihilator je kanadski bend osnovan 1984. godine u Otavi. Osnivač i jedini stalni član benda je Džef Voters. Žanrovski, bend se svrstava u hevi metal i treš metal.
Postava benda se često menjala. Trenutnu postavu čine:
- Džef Voters - gitara i vokal
- Dejv Paden - gitara
- Dejv Šeldon - bas (sešn-muzičar)
- Rajan Ahof - bubnjevi (sešn-muzičar)

## Diskografija
Studijski albumi
- (1989)
- (1990)
- (1993)
- (1994)
- (1996)
- (1997)
- (1999)
- (2001)
- (2002)
- (2004)
- (2005)
- (2007)
- (2010)
- (2013)
- (2015)
- (2017)
- (2020)

Albumi uživo
- (1996)
- (2003)
- (2009)